# Руський Керестур
Руський Керестур або Руський Крстур (серб. Руски Крстур, русин. Руски Керестур) — село в общині Кула Західно-Бацького округу, Воєводина, Сербія.
Населення села становить 5 557 осіб (2002 рік), щільність населення становить 89 ос./км². Займана площа — 58,6 км². Переважну більшість населення складають русини. Рускі Крстур є також культурним центром русинської національної меншини у Воєводині. Тут кілька разів відбувався Всесвітній конгрес русинів.

## Географія
Географічні координати Рускі Крстура: 45°33' пн. ш. 19°25' сх. д. Часовий пояс — UTC+1, з переходом на літній час UTC+2. Загальна площа Рускі Крстура — 58,6 км².
Рускі Крстур розташоване в південно-західній частині общини Кула. Через село проходить автомагістраль М-3.

## Демографія
Найбільшу частину населення села складають русини. За даними перепису 2002 року населення території, підпорядкованій Рускі Крстуру становило 5 213 осіб.
|  |

| Рік  | Населення, осіб |
| ---- | --------------- |
| 1948 | 5874            |
| 1953 | 6115            |
| 1961 | 5873            |
| 1971 | 5960            |
| 1981 | 5826            |
| 1991 | 5636            |
| 2002 | 5213            |

### Національний склад
У населенні були присутні такі етнічні групи:
- русини — 85,99 % (4.483 особи)
- серби — 5,04 % (263 особи)
- цигани — 1,45 % (76 осіб)
- угорці — 1,40 % (73 особи)
- українці — 1,17 % (61 особа)
- хорвати — 0,72 % (38 осіб)
- чорногорці — 0,70 % (37 осіб)
- югослави — 0,59 % (31 особа)
- словаки — 0,57 % (30 осіб)
- мусульмани — 0,17 % (9 осіб)
- словенці — 0,05 % (3 особи)
- македонці — 0,05 % (3 особи)
- інші — 0,49 % (26 осіб)

## Релігія
За віросповіданням русини належать до греко-католиків. Незабаром після їх імміграції в цьому регіоні була заснована і побудована невеличка церква. Церква була побудована у 1784 році й названа на честь святого Миколая. Сьогодні Рускі Крстур є центром греко-католиків Сербії.

## Спорт
У 1923 році в селі було створено футбольний клуб «Русин».

## Відомі особи

### Народилися
- Діонісій Няраді — єпископ Крижевецької єпархії Хорватської греко-католицької церкви, Апостольський адміністратор Пряшівської греко-католицької єпархії, Апостольський адміністратор Мукачівської греко-католицької єпархії.
- Костельник Гавриїл Федорович (1886—1948) — український богослов, церковно-громадський діяч, письменник, мовознавець та історик. Засновник літературної мови українців Воєводини.
- Рамач Михайло Юрійович (1951) — український (русинський) поет, перекладач, журналіст.
- Петро Різнич-Дядя — югославський актор, режисер, педагог і культурно-громадський діяч-русофіл українського походження, створив русинський театр у м. Руський Крстур, який донині ставить п'єси.
- Федір Гербут — сербський фізик-теоретик

В селі довгий час жив і працював Петро Кузмяк, на честь якого названо русинську гімназію — єдину в країні, де викладання йде бачвансько-русинською мовою.

## Галерея

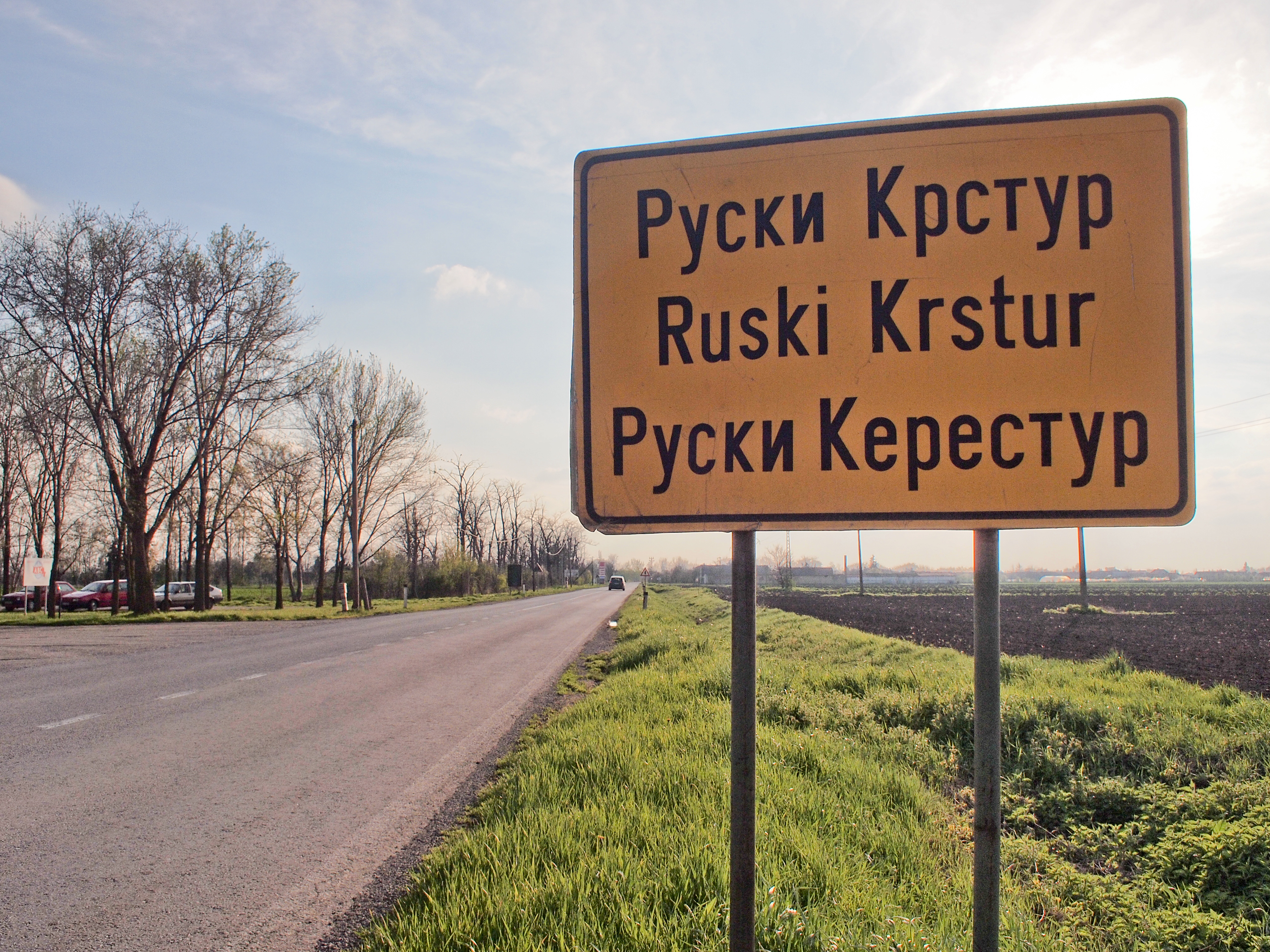
Знак на в'їзді до села сербською і русинською
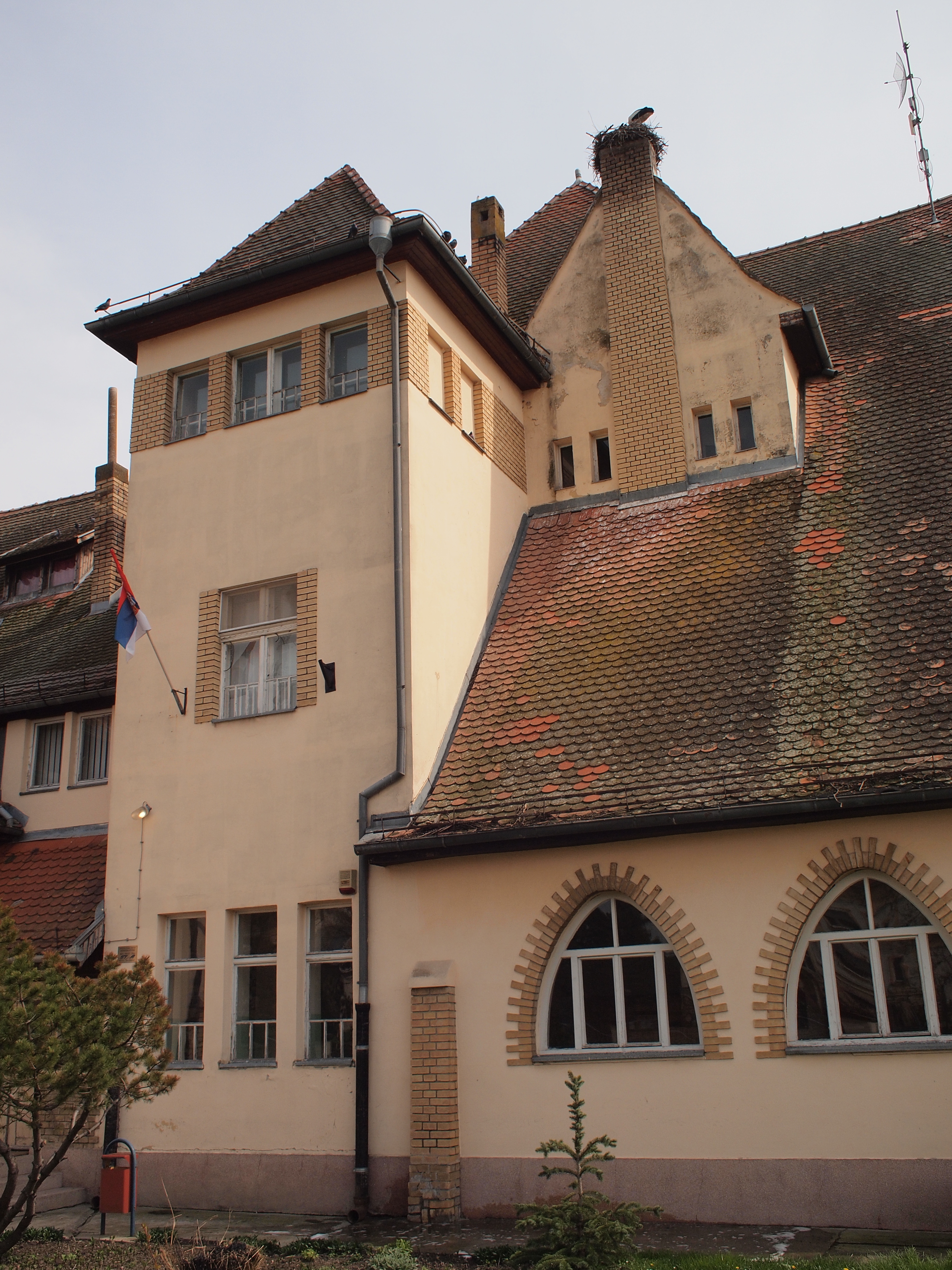
«Замок» — старий корпус школи «Петро Кузмяк»
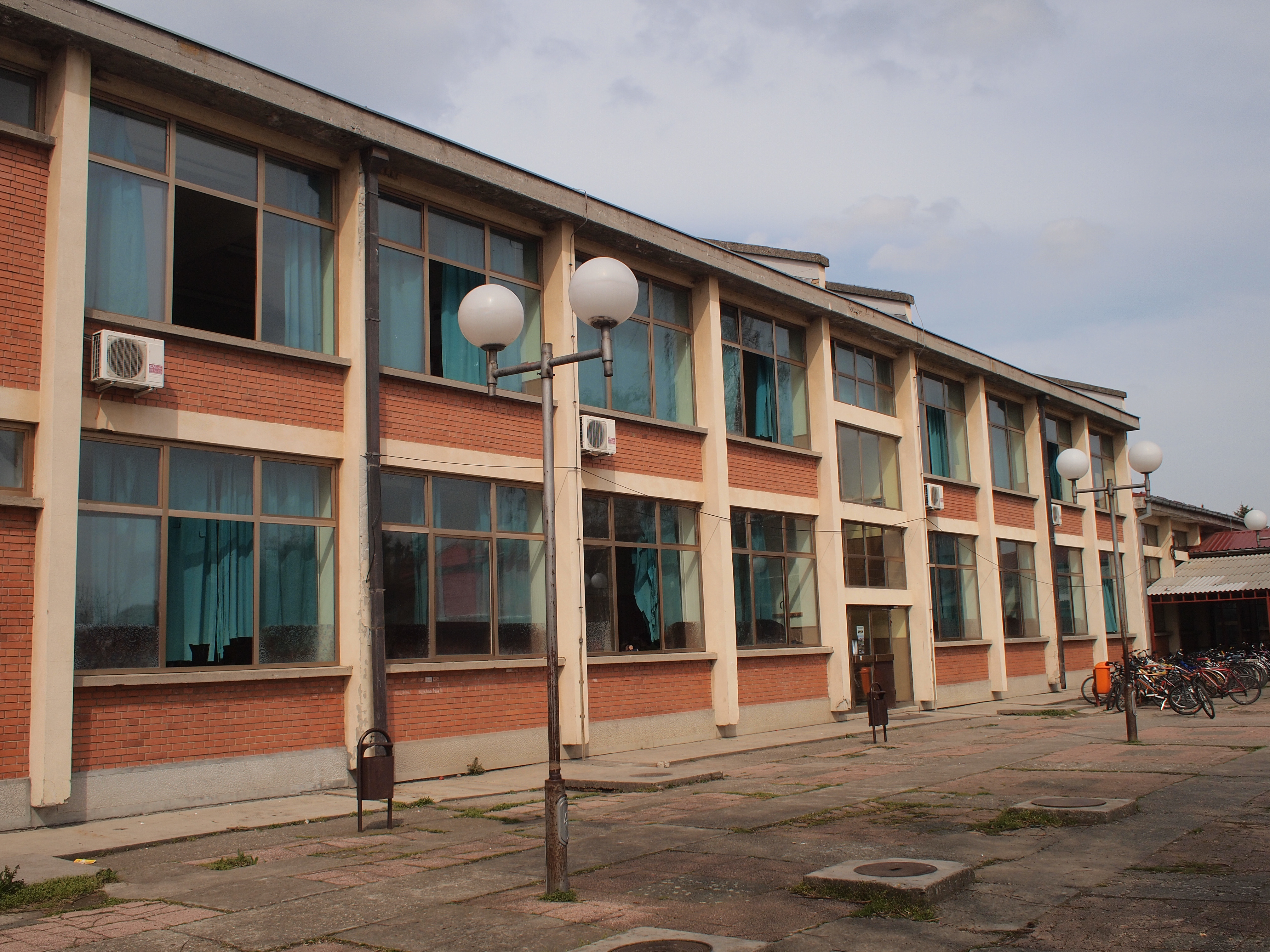
Основна школа і гімназія «Петро Кузмяк», новий корпус
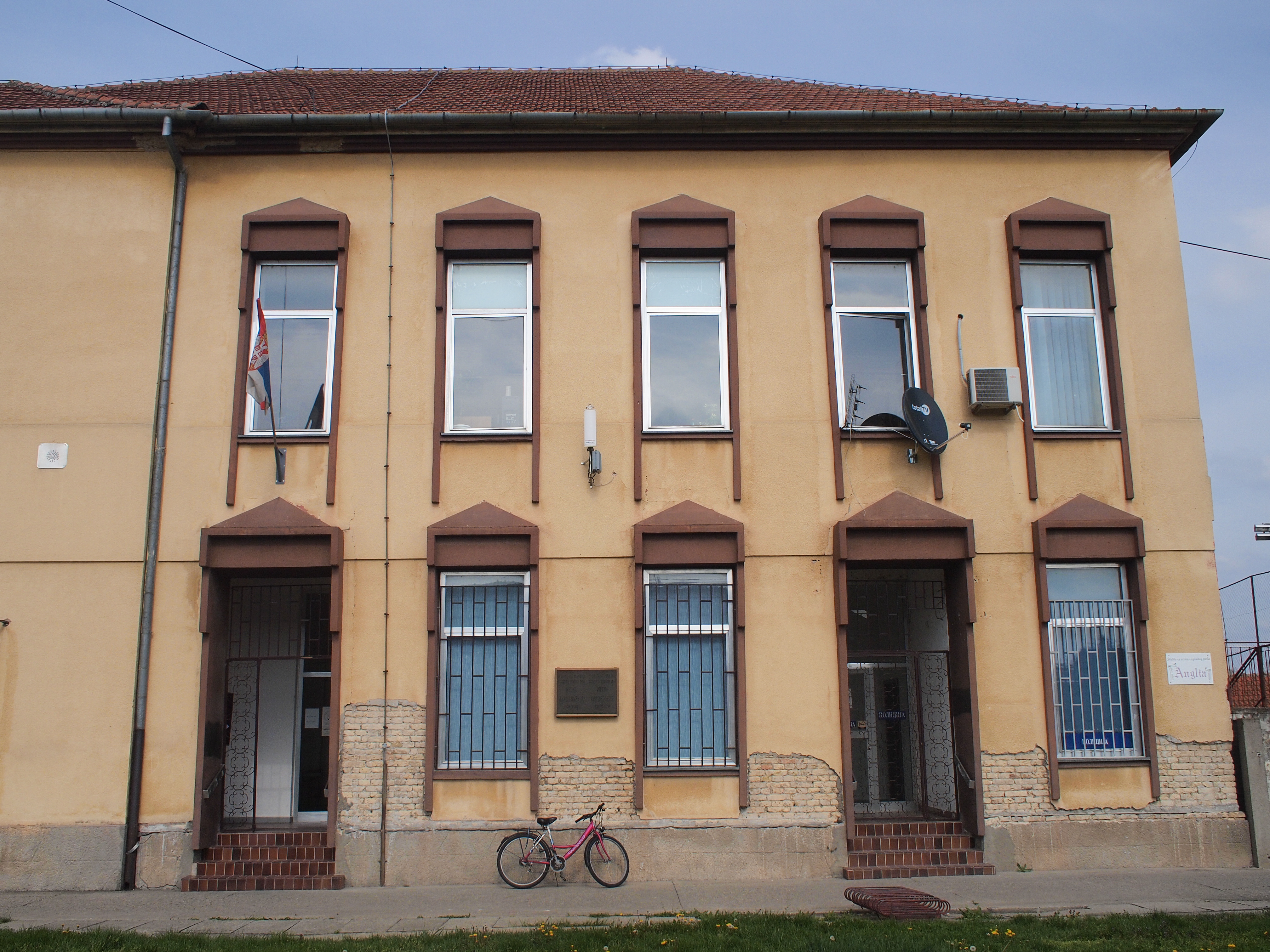
Місцева канцелярія
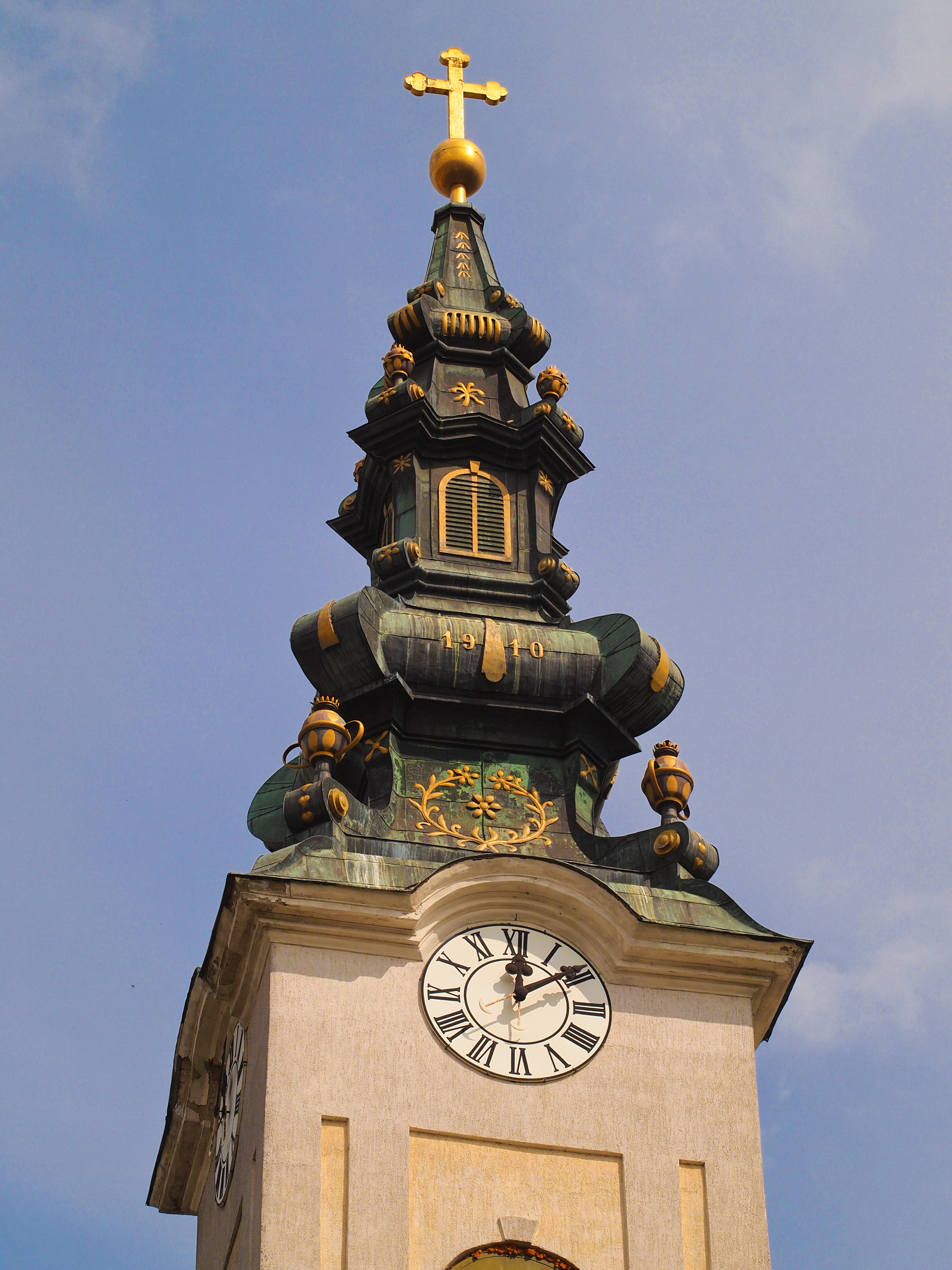
Башта кафедральної церкви св. Миколая
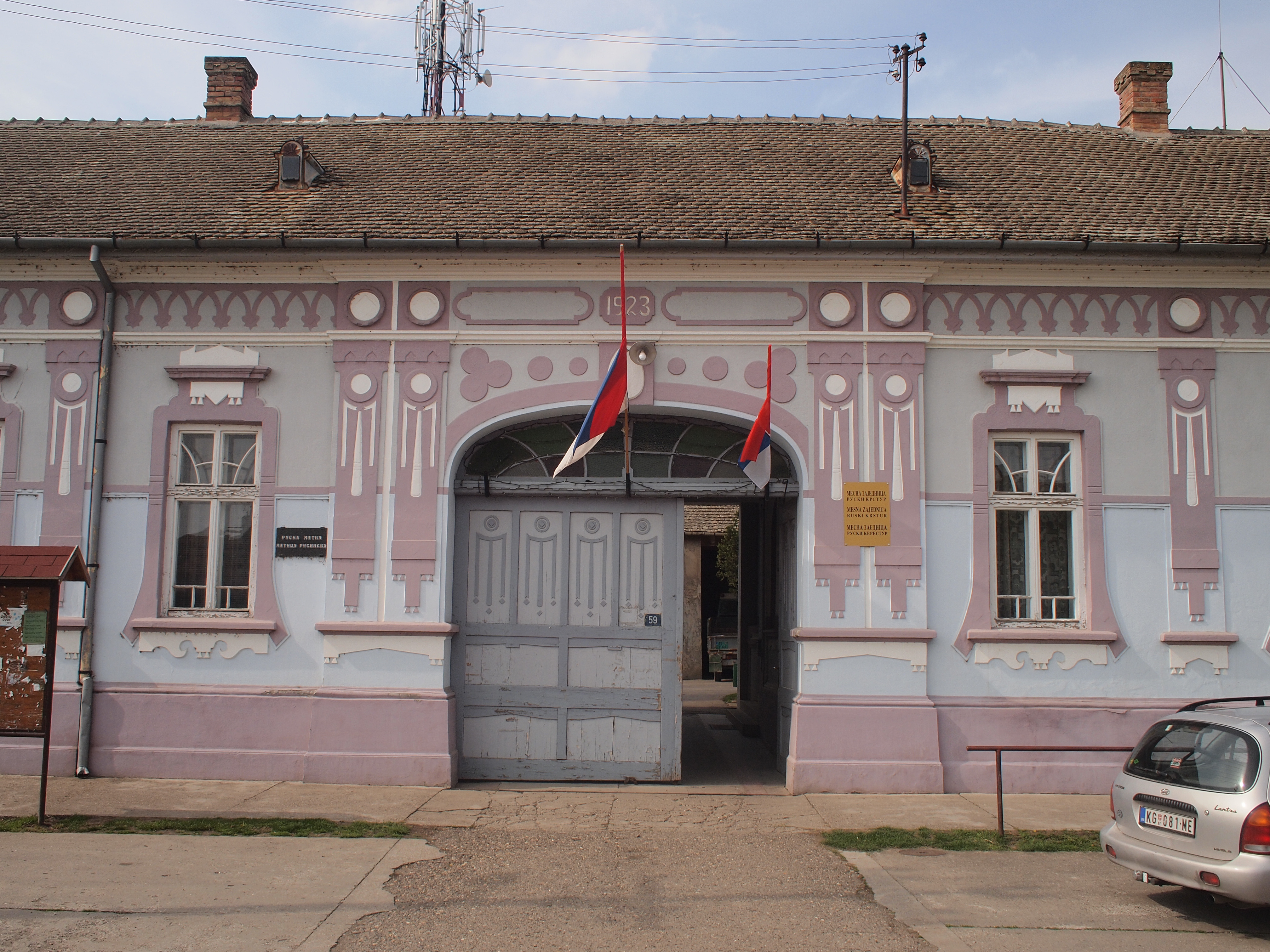
Будинок «Руської матки»
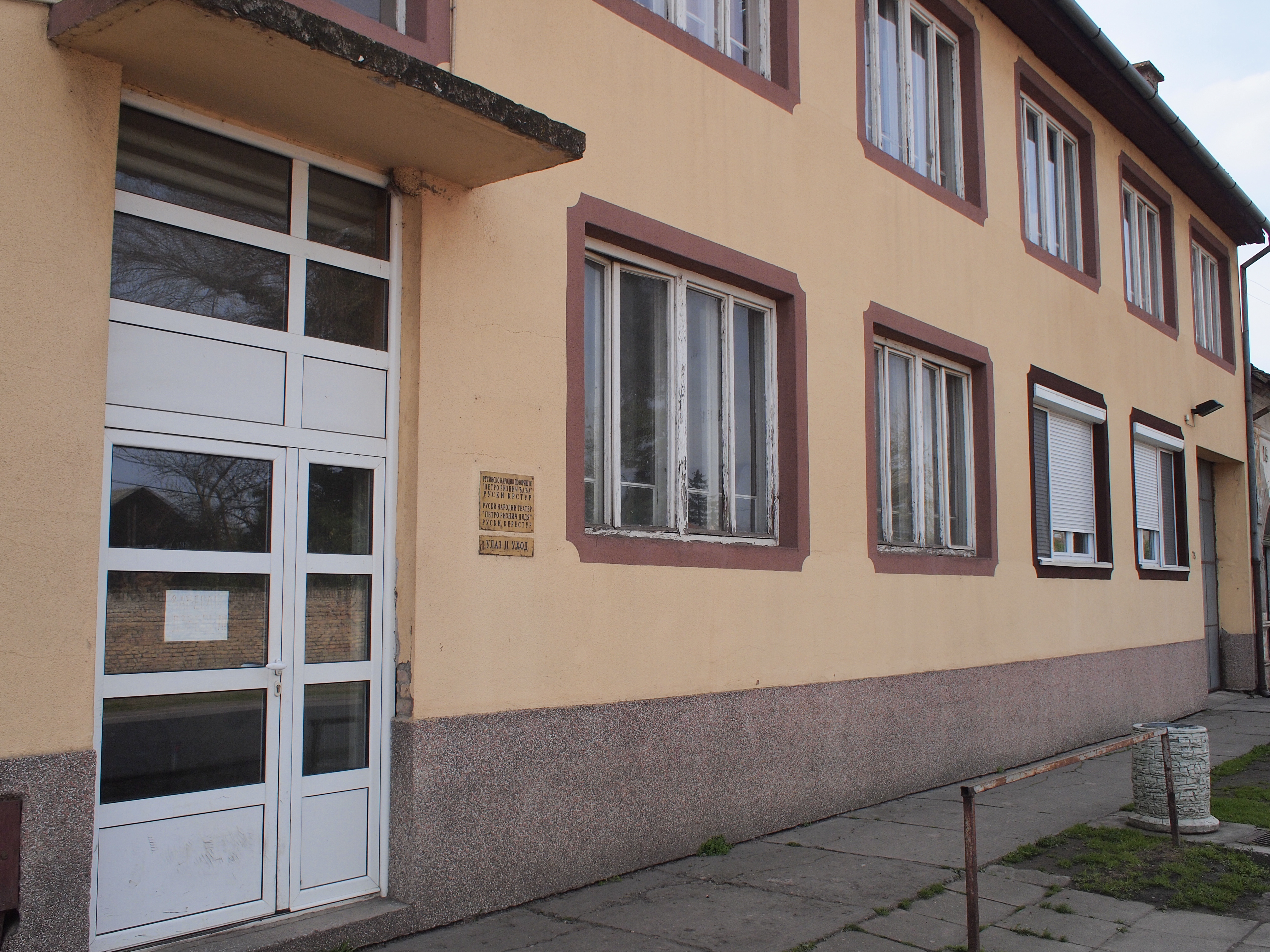
Русинський народний театр
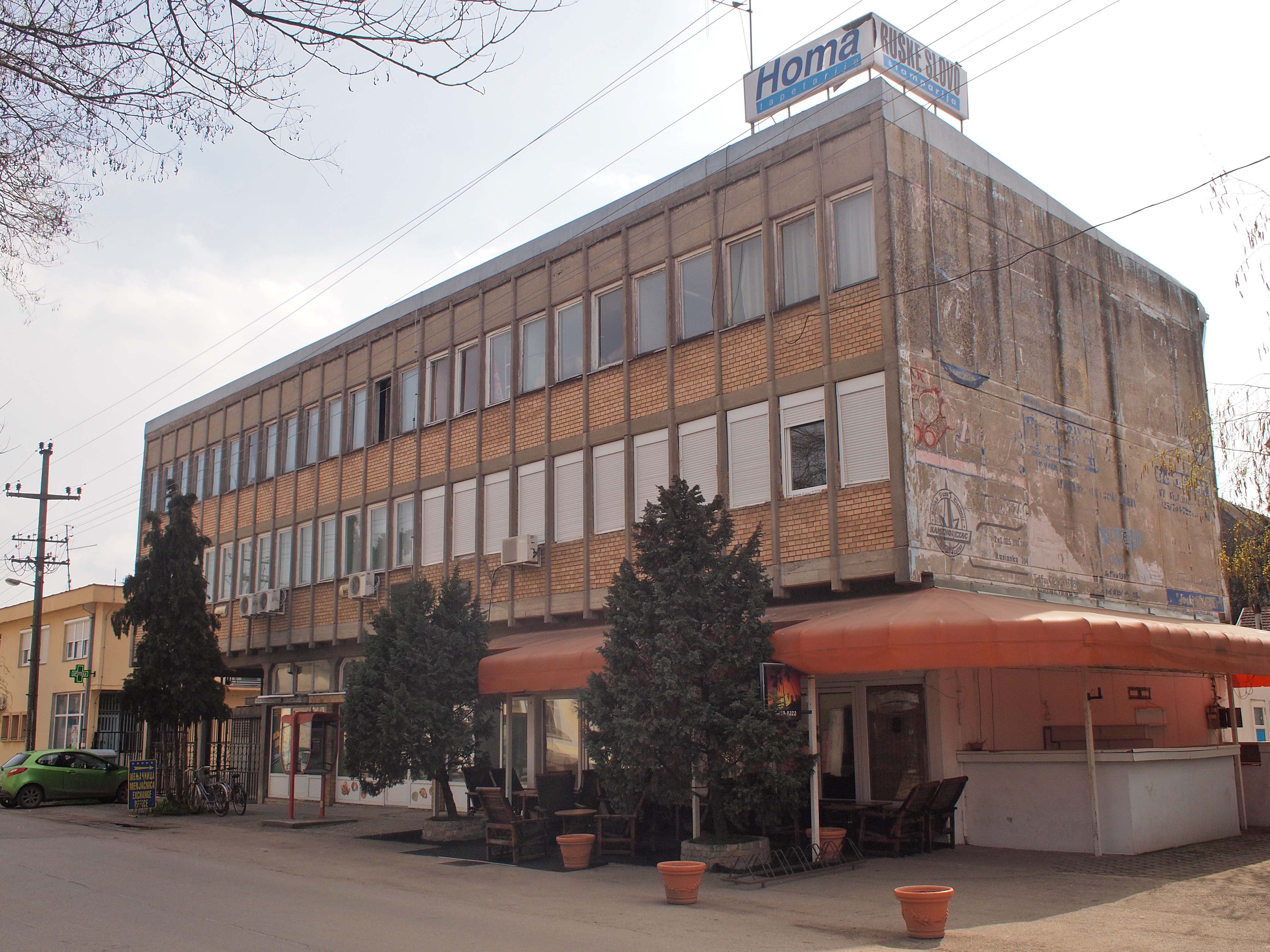
Друкарня «Руське слово»
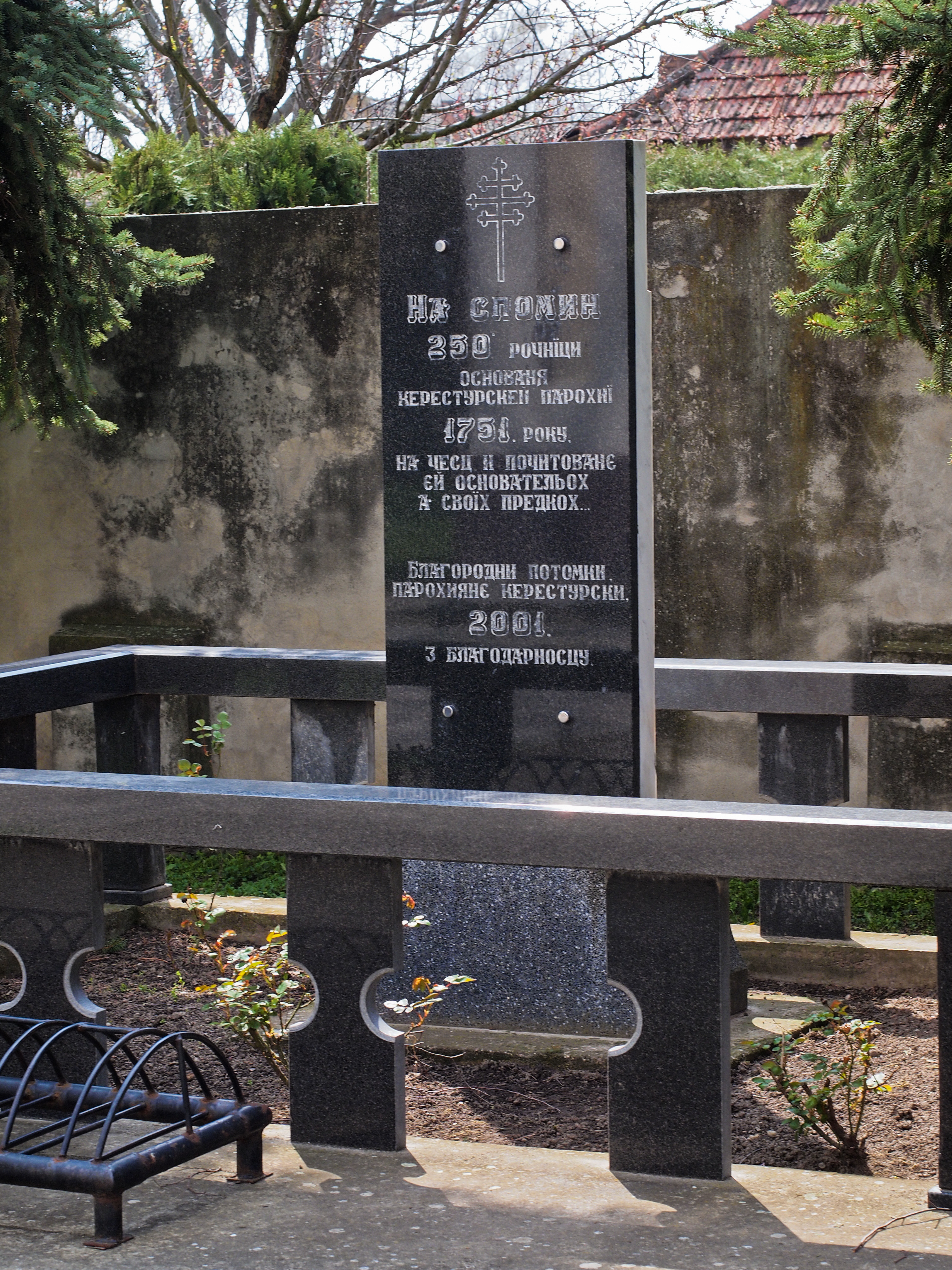
Пам'ятник до 250-річчя заснування парафії
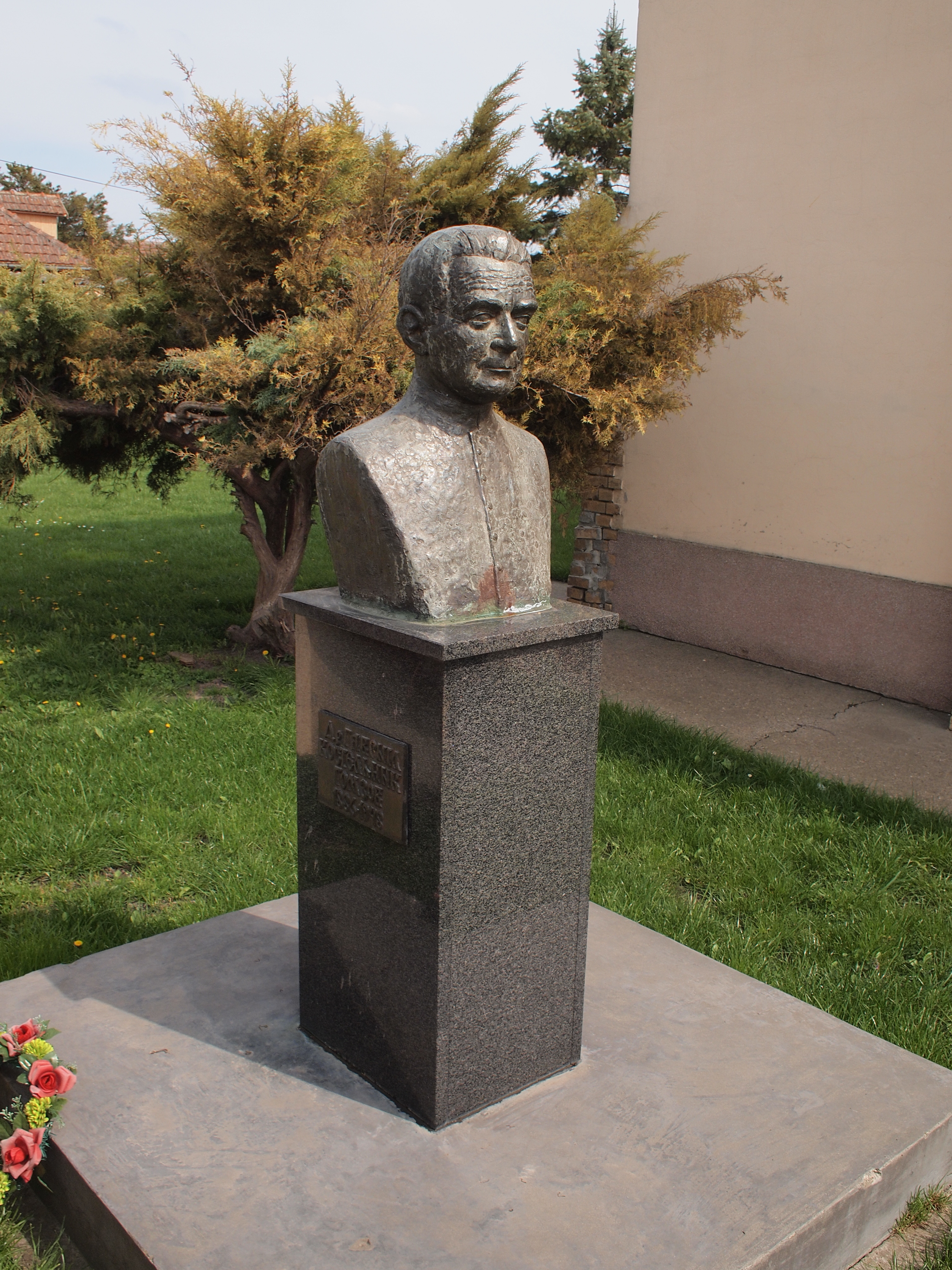
Пам'ятник Г. Костельнику.